# Stig Jonsson
Stig Anders Henrik Jonsson, född 5 mars 1920 i Stockholm, död 13 juli 1990, var en svensk skulptör och teckningslärare.
Jonsson studerade vid Konsthögskolans skulpturlinje 1950–1955 och vid Lunds Tekniska Högskola, institutionen för arkitektur och stadsbyggnad. Han medverkade i Liljevalchs vårsalonger, Riksförbundet för bildande konsts vandringsutställningar och i utställningen Skulpturer i naturen som visades i Båstad. Han var verksam som lärare vid Kursverksamheten vid Stockholms universitet och efter avlagd teckningslärarexamen arbetade han i olika skolor som teckningslärare. Bland hans offentliga arbeten märks utsmyckningar för Skellefteälvens utbyggnad, Kolbäcks kyrka och klätterskulpturer till Stockholms stads parkförvaltning. Han arbetade tillsammans med Erik Lundberg med en serie landskapsvårdande uppgifter. Jonsson är representerad i Gustav VI Adolfs samling och i Borås kommun. Han är begravd på Byarums kyrkogård.